# Taumittelsprühanlage
Eine Taumittelsprühanlage (kurz: TMS) ist eine stationäre Anlage zum selbsttätigen Aufbringen flüssiger Auftaumittel auf Straßen.
Zum Einsatz kommen Taumittelsprühanlagen an besonders empfindlichen Gefällstrecken (z. B. A 8 am Drackensteiner Hang) und Brücken (z. B. Wiehltalbrücke auf der A 4 zwischen Köln und Olpe). Durch das Versprühen von Taumittel wird winterliche Straßenglätte bekämpft bzw. der Entstehung vorgebeugt. Außerdem verhindert das Taumittel ein Festfrieren von Schnee, sodass dieser für den Winterdienst leichter zu räumen ist. Als Taumittel wird eine Salzwassermischung (Sole) mit einem hohen Salzanteil von über 20 % verwendet. Die gleichmäßige und damit auch möglichst umweltschonende Verteilung des Taumittels auf der Fahrbahn erfolgt durch seitlich am Fahrbahnrand angebrachte oder mittig in die Fahrbahn eingelassene Sprühdüsen. 